# 금수현
금수현(金水賢, 1919년 7월 22일 ~ 1992년 8월 31일)은 대한민국의 테너 성악가, 가곡 작곡가·작사가, 지휘자, 음악교육가이다. 본관은 김녕(金寧). 아호(雅號)는 낙초(洛初)이다.

## 소속
- 前 숙명여자대학교 강사
- 前 추계예술대학교 전임교수
- 前 한성로타리클럽 회장

## 생애
경상남도 김해군 대저면에서 출생하였으며 지난날 한때 경상남도 동래에서 잠시 유아기를 보낸 적이 있는 그의 본명은 김수현(金守賢)이나, 20대 시절에 김수현(金水賢)으로 개명 및 활동명을 금수현으로 바꾸었다. 현재 그의 후손들도 금씨로 활동하고 있다.
1940년 일본 도요 음악학교에서 공부하고 돌아와 동래여자고등학교, 경남여자고등학교에서 음악을 가르치면서 작곡 활동을 하였으며, 이때 〈그네〉를 작곡하였다.
1956년 문교부 편수관이 되어 음악 교과서를 만드는 데 힘썼다. 1965년 영국 필하모니 관현악단 이사장을 지냈으며, 월간지 《음악》을 창간하였다. 그 후 교육부 국정교과서 편찬위원, 숙명여자대학교 강사가 되었으며, 여러 음악 관련 단체에서 활동하였다.
1968년 영필하모니를 창단하여 젊은이들을 위한 교향악운동을 전개하였다.
한국가곡작곡가협회 명예회장을 지냈다.
그의 차남은 현재 서양 고전 음악 지휘자 활동중인 지휘자 금난새이다.

## 저서
저서로 《표준 음악 사전》, 수필집 《음악의 문》 등이 있다.

## 가족 관계
- 아내: 전혜금
- 장인: 전상범
- 장모(사실상): 김말봉[4]
- 장남: 금나라
- 차남: 금난새
- 딸: 금내리
- 3남: 금누리
- 4남: 금노상

## 학력
- 경상남도 부산제2고등상업학교 졸업
- 일본 도요 음악학교 전문학사